# Гредьки
Гредьки́ — село в Україні, у Дубівській сільській громаді Ковельського району Волинської області. Населення становить 122 осіб.

## Історія
У 1906 році село Старокошарської волості Ковельського повіту Волинської губернії. Відстань від повітового міста 15 верст, від волості 13. Дворів 70, мешканців 435.
До 26 липня 2016 року село підпорядковувалось Городищенській сільській раді Ковельського району Волинської області.

## Населення
Згідно з переписом УРСР 1989 року, чисельність наявного населення села становила 163 особи, з яких 73 чоловіки та 90 жінок.
За переписом населення України 2001 року в селі мешкали 122 особи. 100 % населення вказало своєю рідною мовою українську мову.

## Відомі особистості
В поселенні народився:
- Скоклюк Степан Антонович (1937) — український письменник і журналіст.